# Jeumont, 51 minuti di fermata
Jeumont, 51 minuti di fermata (titolo originale in francese Jeumont, 51 minutes d'ârret!, in italiano è stato pubblicato anche con il titolo Jeamont, 51 minuti di sosta!) è un racconto dello scrittore belga Georges Simenon con protagonista il personaggio del commissario Maigret.
Il racconto fu scritto a Neuilly-sur-Seine, nell'ottobre del 1936, ma pubblicato solo nel 1944.

## Trama

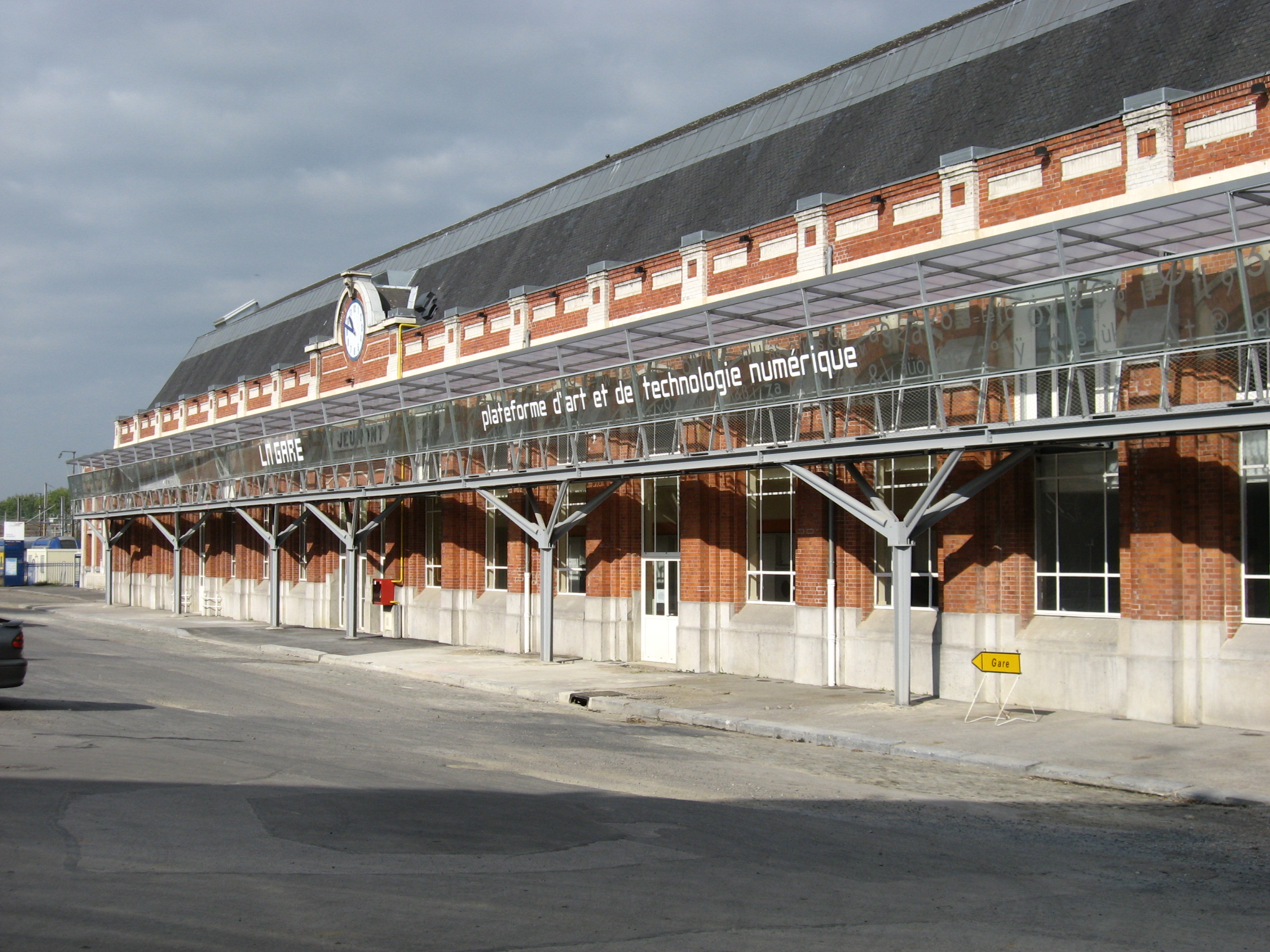
La stazione di Jeumont

Una mattina Maigret viene svegliato da una telefonata. È suo nipote, Paul Vinchon, detto Popaul, ispettore a Jeumont sul confine con il Belgio.In uno scompartimento di prima classe di un treno proveniente dalla Germania è stato trovato ucciso Otto Braun, ricco banchiere ebreo di Stoccarda. Mentre Popaul ferma diverse persone presenti sul treno, Maigret arriva sul posto. Intanto un uomo è stato trovato su un altro treno (in possibile coincidenza con il primo) con una somma enorme di soldi e riportato a Jeumont. Viene ricostruita la posizione dei viaggiatori nello scompartimento e Maigret rivela la soluzione: Braun stava fuggendo dalla Germania nazista con quanto ha potuto prendere in fretta, nascondendo (prima della dogana) nelle valigie di Lena Leinbach, un'austriaca, i suoi beni. Jef Bebelmans, un acrobata di Anversa, e Thomas Hauke, forse un militare di Amburgo, sono entrati in combutta con lei per derubare il banchiere. Durante la confusione al confine, lei lo ha trafitto al cuore con la propria spilla di diamanti, sulla quale infatti sono state trovate tracce di sangue e la donna è costretta a confessare.

## Edizioni
In francese fu pubblicato per la prima volta in volume, nel 1944, nella raccolta Les nouvelles enquêtes de Maigret, presso Gallimard, quinta di 9 inchieste della prima serie.
In italiano il racconto è uscito la prima volta per Mondadori nel 1954/55, in due puntate nella collana "I Capolavori Dei Gialli Mondadori" (nn° 5 e 6); quindi nel 1962, nella raccolta Maigret in Rue Pigalle, traduzione di Elena Cantini, collana “Romanzi di Simenon” (n° 185) e nel 1968 nella stessa raccolta ma in due volumi della collana “Le inchieste del commissario Maigret” (n° 53); quindi dal 1973 nella collana "Oscar" (n° 476). Nel 1976 è stato incluso nella raccolta Delitti in treno, della collana “Omnibus gialli”, con introduzione di Marco Polillo. È stato poi incluso nel 2012 nella raccolta Rue Pigalle e altri racconti, nella traduzione di Annamaria Carenzi Vailly per Adelphi (parte della collana "gli Adelphi", al n° 424).

## Film e televisione
Il racconto è stato adattato due volte in televisione:
- Episodio dal titolo Jeumont, 51 minutes d'arrêt, facente parte della serie televisiva Les enquêtes du commissaire Maigret per la regia di Gilles Katz, trasmesso per la prima volta su Antenne 2 il 25 dicembre 1989, con Jean Richard nel ruolo del commissario Maigret.
- Episodio dal titolo Un meurtre de première classe, facente parte della serie televisiva Il commissario Maigret, per la regia di Christian de Chalonge, trasmesso per la prima volta il 26 novembre 2004, con Bruno Cremer nel ruolo del commissario Maigret. In Italia l'episodio è intitolato C'è un morto in prima classe.